# Moucherolle phébi
Sayornis phoebe
Espèce
Statut de conservation UICN

 LC  : Préoccupation mineure
Le Moucherolle phébi (Sayornis phoebe) est une espèce d'oiseau appartenant à la famille des Tyrannidae.

## Description
Le moucherolle phébi a le dos, les scapulaires, la petite couverture, le croupion et le dessus des ailes de queue olive grisâtre clair. La queue est brun grisâtre foncé avec l'extérieur des rectrices bordé d'olive grisâtre pâle variant à l'olive blanchâtre. Les ailes sont foncées avec l'extrémité olive grisâtre plus visible sur la grande couverture et les secondaires avec une bande plus large et plus blanchâtre à l'intérieur de ces dernières. Les côtés de la tête et la nuque sont brun noir de suie, les lores (spécialement sur le haut) et le bas du contour de l'œil mélangés de blanchâtre terne, le côté de la nuque est identique au dos mais légèrement plus pâle. Le dessous est blanc jaunâtre terne avec le menton (parfois le haut de la gorge)  plus ou moins mélangé de grisâtre foncé. Les côtés de la poitrine sont olive grisâtre clair. Le dessus des ailes est blanc jaunâtre ou jaune pamplemousse pâle, teinté de grisâtre pâle, avec le centre grisâtre foncé, l'intérieur des rémiges est bordé de chamois grisâtre très pâle.

## Répartition

Carte de répartition
Aire de nidification
Voie migratoire
Présent à l'année
Aire d'hivernage

Le moucherolle phébi se rencontre aux Bahamas, au Belize, au Canada, aux États-Unis, au Mexique, de passage à Saint-Pierre-et-Miquelon, aux îles Turks-et-Caïcos.

## Habitat
Cette espèce fréquente les forêts ouvertes avec des arbres éparpillés et des terres agricoles, de préférence près de cours d'eau.

## Nidification
L'espèce pond 3 à 6 œufs blanc pur, quelquefois tachés de brun, dans un nid fait de boue et de mousse accroché à un côté d'un rocher ou sous un pont.

## Reproduction
Le moucherolle phébi se reproduit dans le nord-est de la Colombie-Britannique, au centre-ouest et au sud des monts Mackenzie, au nord du Saskatchewan, au nord du Manitoba, à l'ouest et au centre de l'Ontario, au sud-ouest du Québec, au centre du Nouveau-Brunswick, du sud de la Nouvelle-Ecosse au sud de l'Alberta, au sud-ouest du Dakota du sud, au sud-est du Colorado, au centre du Nouveau-Mexique, au centre et au nord-est du Texas, au nord-ouest de la Louisiane, en Arkansas, au sud-ouest du Tennessee, au nord-est du Mississippi, au centre de l'Alabama, au nord de la Géorgie à l'ouest de la Caroline du sud et en Caroline du nord.

Il passe les hivers au centre du Texas, dans le désert du Chihuahua, dans les états bordant le Golfe du Mexique, en Virginie, au sud de la Floride et au Mexique (état d'Oaxaca et de Veracruz). Occasionnellement, il hiverne en Oklahoma, au sud du Missouri, dans la vallée de l'Ohio, au sud de l'Ontario et en Nouvelle-Angleterre.

## Sous-espèces
D'après la classification de référence (version 7.2, 2017) du Congrès ornithologique international, cette espèce ne compte pas de sous-espèces.

## Galerie d'images

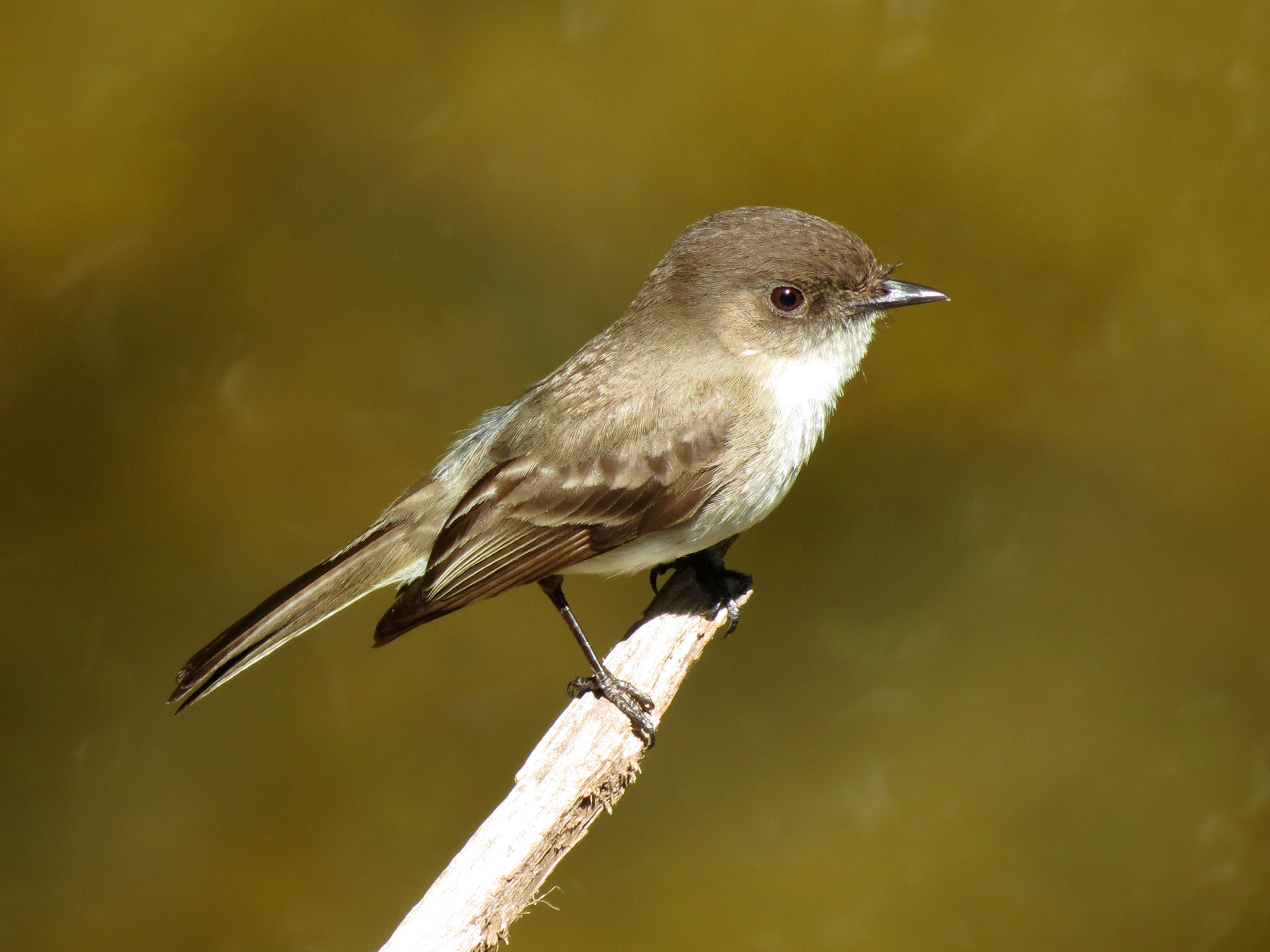
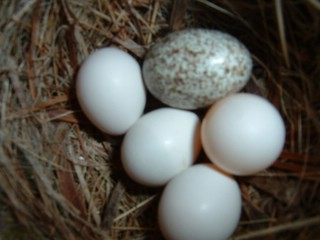
Nid de Moucherolle phébi, parasité par un vacher à tête brune
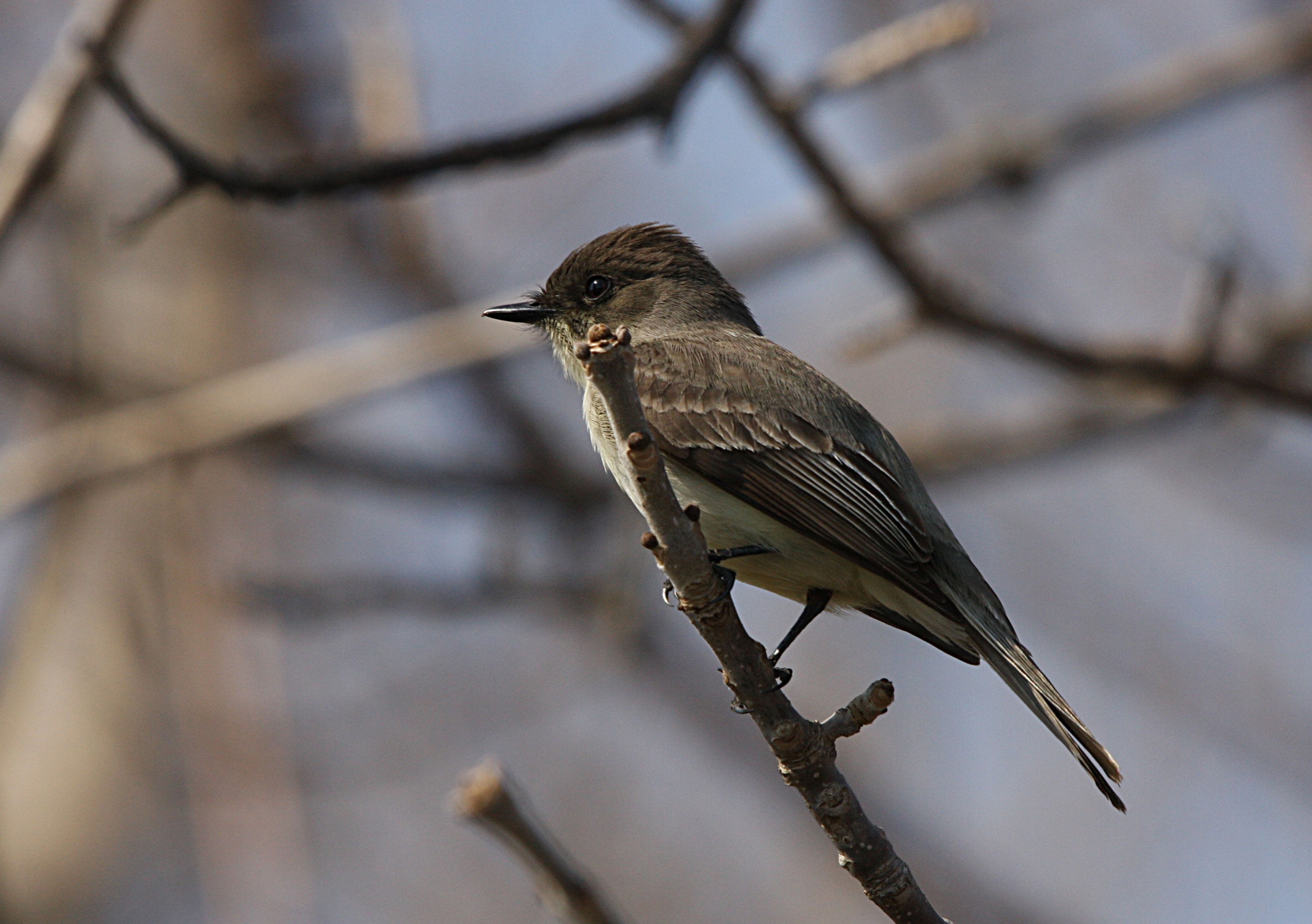
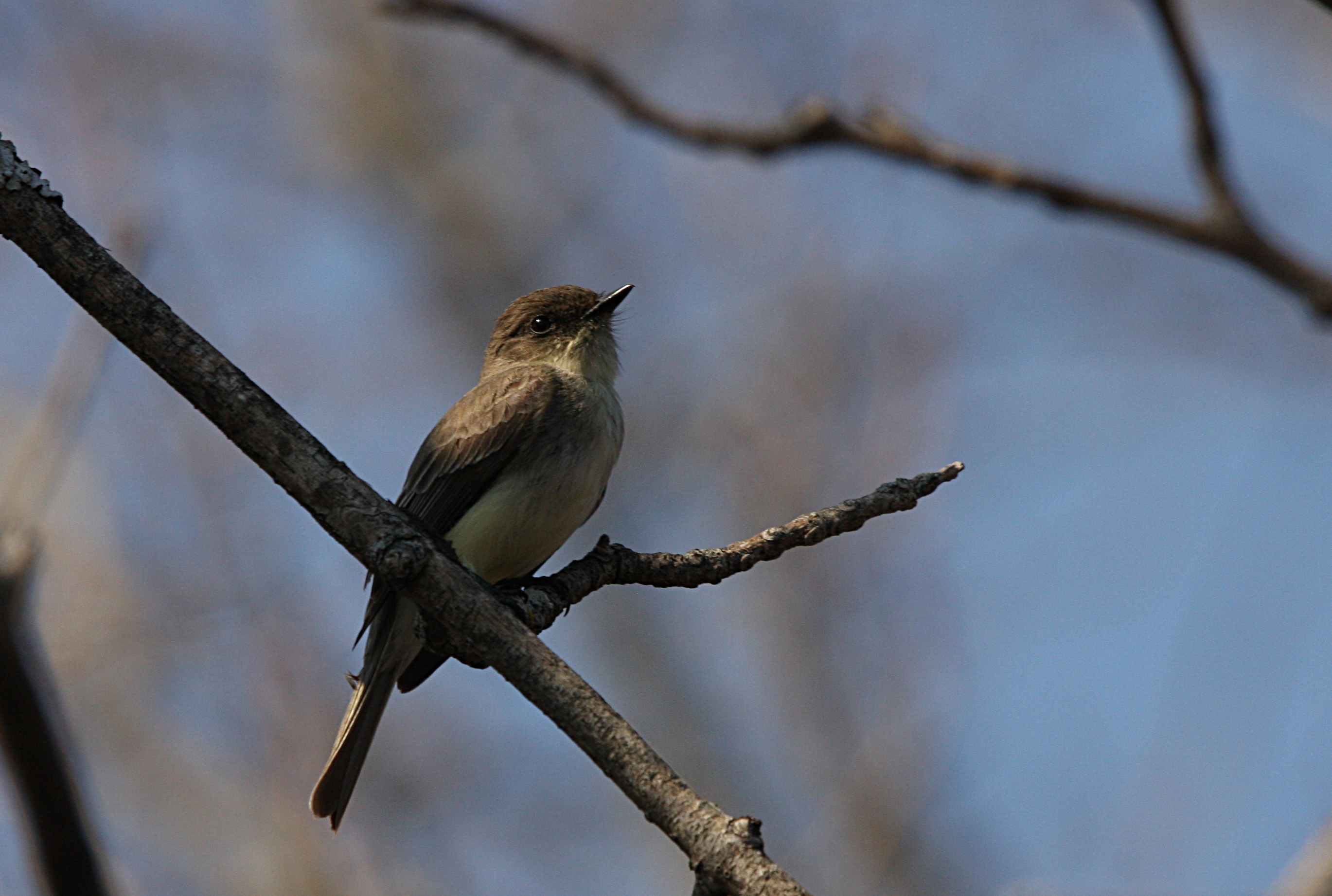